# Tofua
Tofua egy lakatlan sziget a Csendes-óceánon. A Tongai Ha'apai szigetcsoport részét képezi. Tőle körülbelül 4 km-re északra fekszik Kao sziget.

## Történelem
Az 1970-es években nyolc tongai halász hajótörést szenvedett a közelben. Csak 18 hónappal később talált rájuk egy ausztrál milliomos férfi, aki kíváncsiságból látogatott a szigetre. A halászok – állításuk szerint – nyers tengeri ételeket és kókuszdiókat ettek.

## A krátertó
A kör alakú sziget belsejében krátertó keletkezett, amiben már mértek 500 méteres mélységet is. Keletkezéséről nem sokat tudni, minden bizonnyal több vulkánkitörés után keletkezett. A vulkán jelenleg szunnyadó állapotban van.